# Urška Križnik Zupan
Urška Križnik Zupan, slovenska harfistka, * 17. september 1978, Celje.
Svojo glasbeno pot je začela s študijem klavirja, šele nato s harfo. Njeni mentorji so bili Dalibor Bernatovič (Glasbena šola v Velenju), kjer je končala tudi Srednjo glasbeno šolo pri Rudi Ravnik Kosi. Pod njenim mentorstvom je leta 2003 tudi diplomirala na Akademiji za glasbo v Ljubljani. Udeležila se je mojstrskih tečajev, ki sta jih vodili Patrizia Tassini in Štefica Žužek. Nastopa solistično in v različnih komornih sestavih. Kot solistka je igrala z orkestrom Amadeus, Simfoničnim orkestrom Domžale - Kamnik, Orkestrom Akademije za glasbo in Celjskim godalnim orkestrom. Je harfistka v orkestru Slovenske filharmonije in poučuje harfo na glasbenih šolah v Ljubljani in v Celju.
Poročena je s slovenskim flavtistom Matejem Zupanom.